# Musto (Unternehmen)
Musto Ltd. (Eigenschreibweise MUSTO) ist ein britischer Bekleidungshersteller in London.
Die Firma stellt vor allem Sport-, Freizeit- und Jagdbekleidung her. Das Sortiment umfasst auch Schuhe, die überwiegend mit Funktionstextil versehen sind. Die Produktion von Seglerbekleidung ist das Hauptgeschäftsfeld. Das Unternehmen ist weltweit am Markt und unterstützt viele Segelteams und Segler.
In Deutschland, Österreich und der Schweiz wird Musto von Helly Hansen vertrieben. Musto ist der Partner des Deutschen Segler-Verbandes, des German Sailing-Teams und Sponsor von Boris Herrmann.
Unternehmensgründer ist Keith Musto, der bei den Olympischen Spielen in Tokio 1964 die Silbermedaille im Flying Dutchman gewann. Er stellte zunächst Segel her und stellte seine Produktlinie ab 1971 auf Seglerbekleidung um, bevor sie später auf den heutigen Umfang ausgeweitet wurde. Musto ist noch heute Vorstandsvorsitzender.
2005 hat Musto einen Umsatz von £24 Millionen erwirtschaftet.

## Geschichte
1979 entwickelte Musto das erste dreischichtige Bekleidungssystem für Matrosen. 1987 gewann Keith Musto den British Design Council Award für seine Ozeankleidung. 1989 wurde Musto Lieferant der RNLI für seine Offshore-Rettungsboot-Crews.
Im Jahr 2010 erhielt das Unternehmen einen Royal Warrant of Appointment, in dem sie von Königin Elizabeth und ihrem Ehemann als offizielle Lieferanten benannt wurden.
Es arbeitete eng mit der Reiterin Zara Tindall zusammen, um eine gemeinsam entworfene Reitbekleidungsserie namens ZP176 auf den Markt zu bringen.
Im Jahr 2017 wurde Musto vom norwegischen Outdoor-Bekleidungshersteller Helly Hansen übernommen, der dann 2018 vom kanadischen Einzelhändler Canadian Tire übernommen wurde.